# Костяки
Костяки́ — посёлок в Первомайском районе Алтайского края России. Входит в состав Сибирского сельсовета.

## География
Посёлок находится в северо-западной части Первомайского района, на равнинной местности, перемежаемой холмами. Возле посёлка расположен Кислухинский заказник и лесное озеро Костяковское с прилегающими к нему болотами. В окрестностях посёлка находятся торфяники.
Климат
Климат континентальный. Продолжительность периода с устойчивым снежным покровом составляет 160—170 дней, абсолютный минимум температуры воздуха достигает −50 °C. Средняя температура января −19,9 °C, июля +19 °C. Безморозный период длится 110—115 дней, абсолютный максимум температуры воздуха достигает +33-35 °C. Годовое количество атмосферных осадков — 360 мм.
Уличная сеть
В посёлке одна улица — Центральная
Расстояние до
- районного центра Новоалтайск: 21 км.
- краевого центра Барнаул: 22 км.

Ближайшие населенные пункты
Лесная Поляна 2 км, Сибирский 3 км, Повалиха (село) 5 км, Лесной 5 км, Кислуха 6 км, Казачий 7 км, Октябрьское 7 км, Боровиха 8 км, Зудилово 12 км.

## История
Основан в 1926 году.
Согласно Списку населенных мест Сибирского края за 1928 год поселок Костяки относился к Кислухинскому сельскому совету. В нём насчитывалось 24 двора, проживали 68 мужчин и, 70 женщин.

## Население
| 1997 | 1998 | 1999 | 2000 | 2001 | 2002 | 2003 |
| ---- | ---- | ---- | ---- | ---- | ---- | ---- |
| 41   | ↘39  | →39  | ↘36  | ↘33  | ↘32  | ↗35  |
| 2004 | 2005 | 2006 | 2007 | 2008 | 2009 | 2010 |
| ↗39  | ↗43  | ↗45  | →45  | ↘39  | ↘32  | ↘31  |
| 2011 | 2012 | 2013 |      |      |      |      |
| ↗32  | ↗35  | ↘34  |      |      |      |      |

## Инфраструктура
Коммунальные услуги предоставляет ООО «Гренада» (поселок Сибирский), в Костяках находится садоводческие товарищества «Геофизик», и НСТ «Геолог-1». Почтовое отделение, школа и иные предприятия находятся в поселке Сибирский.

## Транспорт
Село соединяет с районным и областным центром федеральная автомагистраль Р-256 Чуйский тракт (Новосибирск—Бийск—Ташанта), сеть региональных автодорог, налажено междугороднее автобусное сообщение. Ближайшая железнодорожная станция находится в городе Новоалтайск, остановка пригородных поездов в посёлке Сибирский.